# Turek (województwo mazowieckie)
Turek – wieś sołecka w Polsce położona w województwie mazowieckim, w powiecie mińskim, w gminie Jakubów.
Miejscowość (jako Thurek) istniała już w 1469 roku w ówczesnej ziemi warszawskiej,  Księstwa Mazowieckiego.
Wieś królewska położona była w 1580 roku w powiecie stanisławowskim, ziemi warszawskiej województwa mazowieckiego. W latach 1975–1998 miejscowość położona była w województwie siedleckim.
W miejscowości znajduje się kaplica mariawicka, należąca do parafii Trójcy Przenajświętszej w Wiśniewie, natomiast mieszkańcy rzymskokatoliccy należą do parafii Trójcy Świętej w Wiśniewie.